# Казембек (дворянство)
Казембек — русский дворянский род.
Происходит от знатного персидского дворянина Назыр-Магомет-хана. Его сын Мирза-Казем-Бек жил в Дербенте, откуда «по причине замешательств» переселился в Мекку, затем в Медину, а оттуда в Решт (в Персии). Вернулся в Дербент в 1808 году и был избран шейх-уль-исламом. Оклеветанный недоброжелателями, был выслан в Астрахань в 1825 году. Был женат дважды, от каждой жены имел по сыну. Один из них, Мирза-Магомет-Али-Бек в 1825 году принял крещение (по англиканскому вероисповеданию) под именем Александр Касимович Мирза-Казем-Бек.
Род Казембек внесён в III часть Дворянской родословной книги Казанской губернии Российской империи.

## Описание герба
В зелёном щите на серебряной скале золотой лев с червлёными глазами и языком держит в правой лапе серебряный, с золотой рукоятью изогнутый меч, левой лапой он придерживает лежащий на камне развёрнутый серебряный свиток.
Щит увенчан дворянским коронованным шлемом. Нашлемник: рука вверх в зелёном, вышитом золотом персидском одеянии, держит серебряный светильник с золотой наверху пятиконечной звездой с сиянием вокруг неё. Намёт: зелёный с золотом. Девиз: «ТРУД ОТЕЧЕСТВУ, ЧЕСТЬ СЕБЕ» золотыми буквами на зелёной ленте. (Гербовник, XIV, 41).

## Известные представители
- Александр Касимович Казем-бек — внук Назыр-Магомет-хана, профессор.
  - Александр Александрович (1844—1894) — сын Александра Касимовича, гофмейстер, долго управлял канцелярией министерства юстиции России, а позже стал сенатором I департамента.
    - Лев Александрович Казем-Бек (1875—1952) — сын Александра Александровича, российский политический деятель.
      - Александр Львович Казем-Бек (1902—1977) — сын Льва Александровича, лидер движения «младороссов», белоэмигрант, публицист, педагог, церковный журналист, богослов.

- Николай Касимович Казем-Бек — брат Александра Касимовича, профессор персидской словесности Казанского университета.
  - Алексей Николаевич Казем-Бек (1859—1919) — сын Николая Касимовича, русский терапевт, кардиолог и общественный деятель.
    - Владимир Алексеевич Казем-Бек (1892—1931) — сын Алексея Николаевича, русский врач в Харбине.